# Менниген, Флориан
Флориан Менниген (нем. Florian Mennigen; 10 апреля 1982, Ратцебург, Германия) — немецкий спортсмен, Олимпийский чемпион в академической гребле (восьмёрки) 2012 года. Выпускник Бостонского университета.